# Norrländska förbudslagen
Norrländska förbudslagen eller Bolagsförbudslagen (egentligen lag angående förbud i vissa fall för bolag och förening att förvärva fast egendom) är en lag som antogs av Sveriges riksdag år 1906. 
Lagen, som antogs av riksdagen den 4 maj 1906, tillkom som resultat av den flera decennier långa debatten kring Norrlandsfrågan, och dess syfte var att begränsa de stora skogsbolagens uppköp av enskild skogsegendom i Norrland för att behålla de självägande bönderna där.

## Bakgrund
Svåra sociala missförhållanden hade uppstått mot slutet av 1800-talet då skogsbolagen köpte skog till underpris av fattiga bönder, som sedan tvingades gå som skogsarbetare på sina tidigare ägda gårdar. Borgmästaren i Stockholm, Carl Lindhagen, hade initierat en utredning, den så kallade "Norrlandskommittén", som skulle föreslå åtgärder mot detta. Utredningen utmynnade i ett lagförslag som innebar ett förbud mot att köpa enskilda skogsfastigheter i Norrland utan statligt tillstånd.

## Område
Lagen gällde först i Norrland ner till övre Hälsingland och övre Dalarna, men utsträcktes 1912 
till hela Hälsingland och 1917 även till Värmland. Den ersattes 1925 av en huvudsakligen likalydande lag för hela Sverige.
Förbudet mot bolagsförvärv av jord- och skogsbruksfastigheter upphävdes 1965.